# Markus Karlsson (fotbollsspelare född 2004)
Markus Carl Olof Karlsson, född 20 januari 2004 är en svensk fotbollsspelare (försvarare) som spelar för Hammarby IF i Allsvenskan. 

## Klubblagskarriär
Markus Karlsson började som femåring spela fotboll i moderklubben Hammarby IF. Efter att ha tagit sig fram igenom föreningens ungdomslag skrev han i december 2021 på sitt första A-lagskontrakt med klubben, vilket sträckte sig över säsongen 2024.
Den första seniorsäsongen spenderade Karlsson i samarbetsklubben Hammarby TFF i Ettan Norra där han gjorde sin A-lagsdebut i säsongspremiären mot Gefle IF den 22 april 2022. Karlsson kom till slut till spel i 19 av 30 matcher när Hammarby TFF nådde en sjätteplats i tredjedivisionen. 
Försäsongen 2023 spenderade Karlsson med Hammarby IF och den 25 februari 2023 fick han också tävlingsdebutera för sin moderklubb, då han stod för ett inhopp i 3-0-segern mot Norrby IF i Svenska Cupen.   Annars inleddes tävlingssäsongen 2023 även den i samarbetsklubben. Sex framträdanden hos Hammarby TFF följdes den 25 maj 2023 av att Karlsson överraskande fick chansen från start när Hammarby IF gästade Degerfors IF. Den allsvenska debuten blev också lyckosam då han stod för ett drömmål när han gav "Bajen" ledningen med 1-0. Matchen slutade till sist 2-2.   Efter matchen blev Karlsson omedelbart en startspelare i Allsvenskan och gjorde högerbacksplatsen till sin. Knappt två månader senare, den 27 juli 2023, fick han även debutera i Europaspelet då Hammarby IF förlorade med 0-1 mot Twente i Uefa Europa Conference League. I augusti 2023 meddelade Hammarby IF att parterna förlängt kontraktet till slutet av 2027.

## Landslagskarriär
Markus Karlsson har representerat Sveriges U19 och U17-landslag.
Debuten i "Blågult" skedde den 19 september 2019 och var mardrömslik. P15-landslaget förlorade då med 1-7 mot Norge och Karlsson blev därtill utvisad i matchens slutskede. Det kom därefter att dröja över två år innan han gjorde sitt nästa framträdande för Sverige, men han etablerade sig därefter snabbt som en startspelare i P04-landslaget. Hösten 2022 och våren 2023 spelade Karlsson i fyra av sex kvalmatcher när Sverige misslyckades att nå U19-EM 2023.
I september 2023 blev Markus Karlsson för första gången uttagen i U21-landslaget. Han fick då från bänken bevittna när Sverige förlorade med 0-1 mot Nordmakedonien.

## Statistik
| Klubb              | Säsong             | Liga               | Liga    | Liga | Nationell cup | Nationell cup | Internationell cup | Internationell cup | Övrigt  | Övrigt | Totalt  | Totalt |
| Klubb              | Säsong             | Division           | Matcher | Mål  | Matcher       | Mål           | Matcher            | Mål                | Matcher | Mål    | Matcher | Mål    |
| ------------------ | ------------------ | ------------------ | ------- | ---- | ------------- | ------------- | ------------------ | ------------------ | ------- | ------ | ------- | ------ |
| Hammarby IF        | 2022               | Allsvenskan        | 0       | 0    | 0             | 0             | -                  | -                  | -       | -      | 0       | 0      |
| Hammarby IF        | 2023               | Allsvenskan        | 14      | 1    | 1             | 0             | 2                  | 0                  | -       | -      | 17      | 1      |
| Hammarby TFF       | 2022               | Ettan Norra        | 19      | 0    | 0             | 0             | -                  | -                  | -       | -      | 19      | 0      |
| Hammarby TFF       | 2023               | Ettan Norra        | 6       | 0    | 0             | 0             | -                  | -                  | -       | -      | 6       | 0      |
| Totalt i karriären | Totalt i karriären | Totalt i karriären | 39      | 1    | 1             | 0             | 2                  | 0                  | 0       | 0      | 42      | 1      |